# 第101両棲偵察大隊

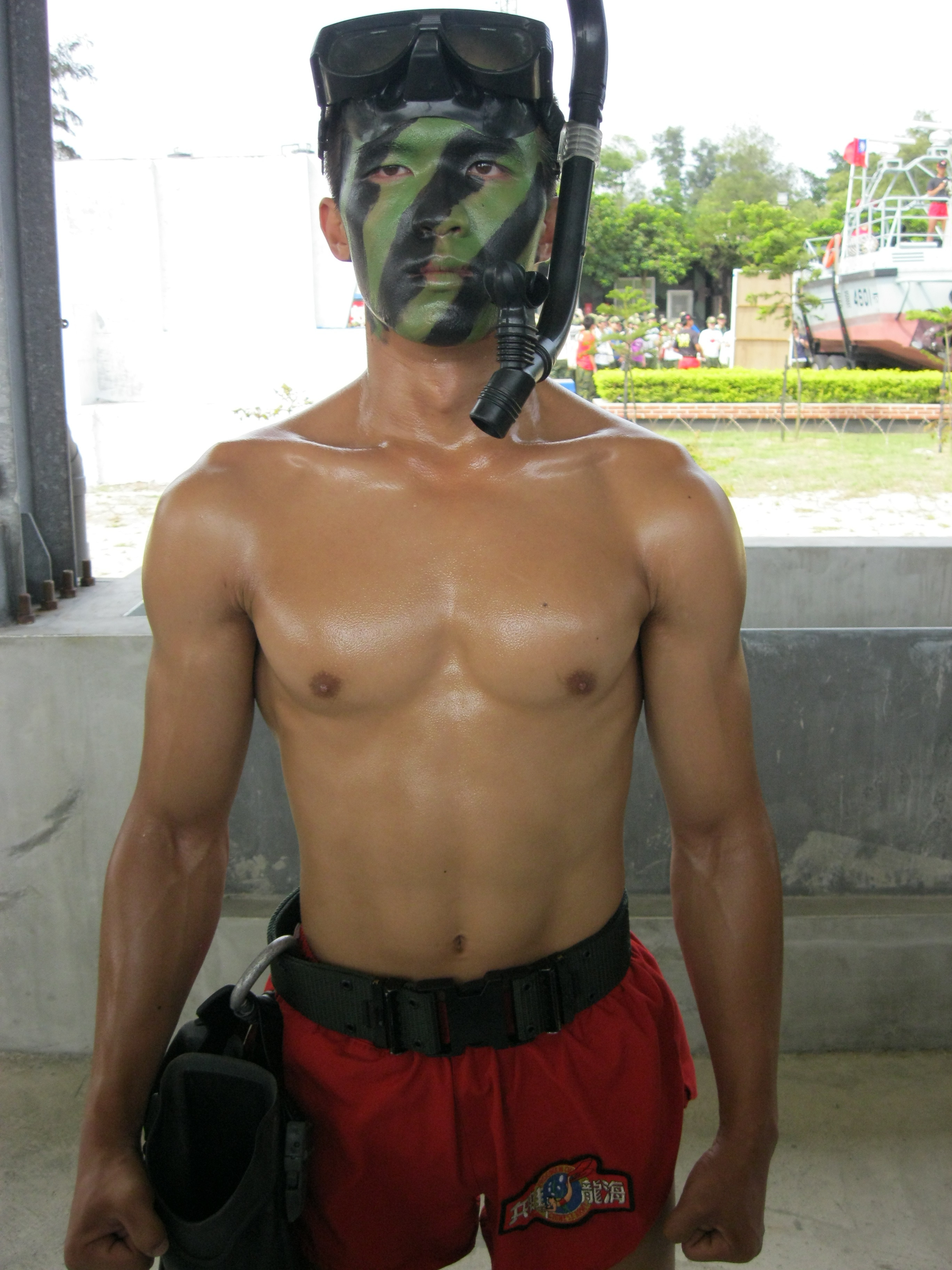
第101両棲偵察大隊。隊員は式典では赤い水着を着用。

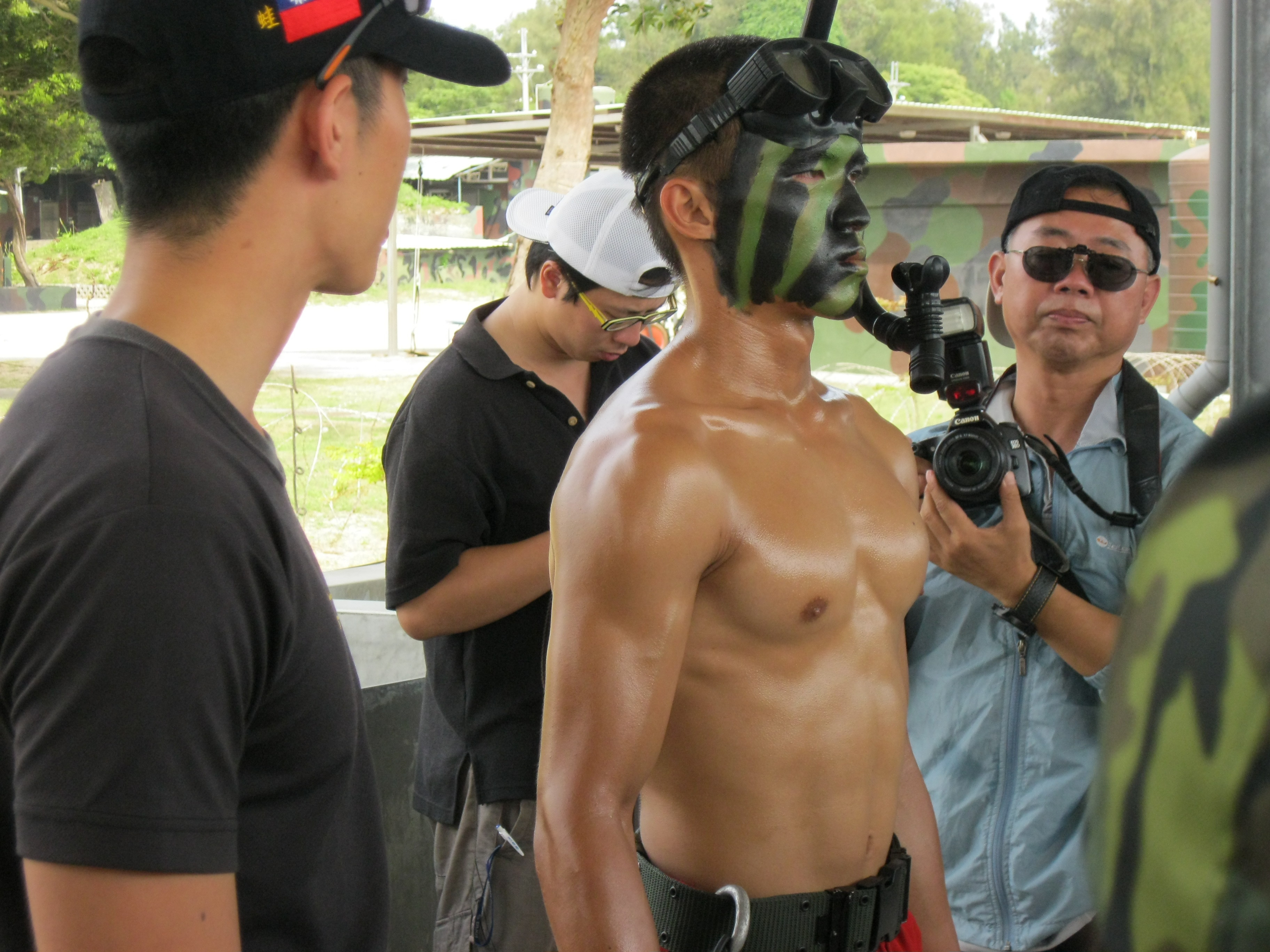
第101両棲偵察大隊（海龍蛙兵）

第101両棲偵察大隊（だい101りょうせいていさつだいたい、101兩棲偵察營）は、中華民国陸軍航空特戦指揮部下にあるフロッグマン部隊。通称「海龍蛙兵」「水鬼」。陸軍部隊ながら海上で活動し、水陸両用偵察、輸送護衛、海難救助を任務としている。
両岸対立時代、海龍蛙兵は離島防衛及び大陸反抗部隊として夜間に敵地に乗り込み、哨兵の拿捕や破壊活動といった任務を行っていた。

## 沿革
- 1949年〜1953年 - 「反共救国軍海上突撃隊」として創設され、米軍顧問団より支援を受ける。
- 1954年〜1962年 - 別の海上部隊「成功隊」が創設され、後に「成功大隊」まで拡大する。
- 1973年 - 「反共救国軍海上突撃隊」は「成功第一、第二大隊」、「陸軍1001、1002連」と合併し、第101両棲偵察大隊となる。
- 1998年 - 国防部軍事情報局の駐澎湖海上情報大隊に納編される。
- 2000年 - これまで担当してきた違法漁船や密輸船の摘発が、新設された海岸巡防署に移管される。
- 2006年 - 陸軍航空特戦指揮部の指揮下に入る。

## 訓練
選考および訓練は12週間にも及ぶ。最初の7週間は基礎訓練であり、炎天下や寒冷状態など過酷な状態における長距離走、体操、水泳、潜水といった訓練を受ける。7週目は試験期間となり、2kmを1時間で泳ぐことや、3kmを11分半で走ることなどを要求される。
第二段階ではボートの操縦、カモフラージュ、ラペリングなど山岳地帯での訓練を行う。最終段階では「地獄の72時間」として13度の水に長時間泳がせることや山地での模擬戦などで候補生を追い込んでいく。これらの訓練によって、最終的な脱落者は志願者のうち80%にも登るという。

## 編成
一個本部連と三個偵察連で編成されており、本部連と一個偵察連が金門県。澎湖県と馬祖島にそれぞれ一個偵察連が拠点を置いている。

## リンク
- 【關鍵時刻2200】從蝌蚪變青蛙 兩棲海龍蛙兵特戰部隊祕辛 1020611 - YouTube
- 中華民國金門陸軍101兩棲偵查營-海龍蛙兵 - YouTube